# 九四式軽装甲車
九四式軽装甲車 TK（きゅうよんしきけいそうこうしゃTK）は、1930年代に日本陸軍が開発した装甲車。「TK」とは秘匿名称としてつけられた「特殊牽引車」の頭字語である。また「ホ号」とも称されたり、部隊内では「豆戦車」の愛称で親しまれていた。
日中戦争で実戦投入され、当初は装甲牽引自動車として運用されていたが、主力中戦車である八九式中戦車の穴埋めとしての役割もあった。

## 概要
九四式軽装甲車は、元々は最前線で弾薬等の危険物を運ぶ牽引車として開発され、物資を積載し牽引する専用トレーラーとして、九四式三/四屯被牽引車（750kgまで搭載可能）が同時に採用された。

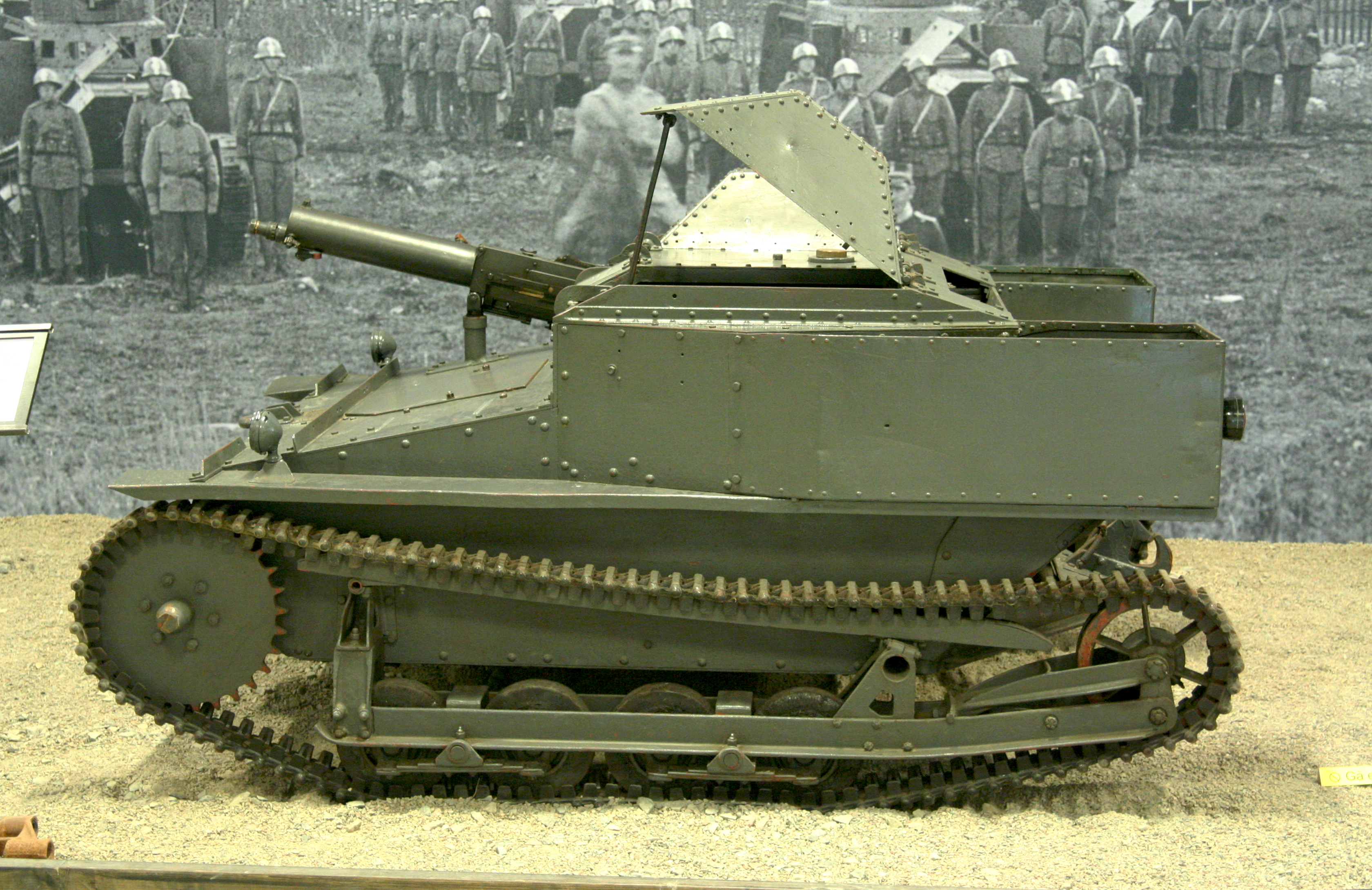
カーデンロイド豆戦車 Mk.VI

日本陸軍（陸軍技術本部）は、1930年（昭和5年）にイギリスからカーデン・ロイド豆戦車 Mk.VIを2両輸入し、翌1931年（昭和6年）3月から10月まで、歩兵学校および騎兵学校による、各種試験を行った。結果、「直接の戦闘には向かないが、燃料・弾薬等の輸送の他、索敵、警戒、指揮などに適性が見出せる」と高く評価され、歩兵・騎兵いずれも、戦車隊や装甲車隊の補助車輌としての使用を求めた。
1931年（昭和6年）9月には、歩兵の進撃を助ける「歩兵戦闘用豆戦車」についての研究が始まり、同時に、戦場で弾薬や物資を運搬する「装甲牽引自動車」についても、意見交換がなされ、小型の補助車両の研究が本格化していった。
そこでカーデン・ロイド豆戦車 Mk.VIを参考に、1932年（昭和7年）7月に陸軍技術本部にて原乙未生により設計が開始、同年12月に東京瓦斯電気工業に試作が発注され、1933年（昭和8年）3月に試作車が完成した。1934年（昭和9年）に本体は「九四式装甲牽引自動車」、トレーラーは「九四式四分の三屯積被牽引車」として陸軍に仮制式化された。

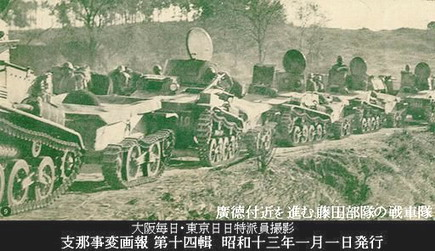
支那事変中の九四式軽装甲車。九四式三/四屯被牽引車を連結している（1938年）

牽引車として採用された本車だが、出来上がってみると非常に使い勝手のよい豆戦車（タンケッテ）となった。参謀本部もこれに目をつけ、呼称を「装甲牽引車」から「軽装甲車」に変更するよう命じ、1935年（昭和10年）に「九四式軽装甲車」と改称され、同年、部隊配備が開始され、戦車中隊に本車1個小隊が編成され、第二師団以下在鮮二個師団までの計11個師団に軽装甲車訓練所が新設され、その教育要員を戦車第二連隊で教育し、これが基幹要員となって、各師団での訓練が開始され、機甲兵器の普及・運用の母体となった。
日本陸軍の12個師団に各1個ずつ、独立軽装甲車中隊（定数17両）が順次新設編成され、1937年（昭和12年）7月7日に支那事変（日中戦争）が勃発すると、本車も機甲戦力として戦場に送られた。独立軽装甲車中隊には戦車部隊と同じような任務が与えられることが多かった。
1939年（昭和14年）10月、独立軽装甲車中隊は戦車連隊に昇格し、更にその後、戦車連隊によって戦車師団が編成され、戦車師団は日本陸軍の機甲兵器運用の中核となっていった。
一方、1937年（昭和12年）頃、師団騎兵は捜索連隊に改編され、軽装甲車中隊（7～16両）が新設され、馬に替わる移動手段として軽装甲車が採用され、本車は歩兵師団が独自に運用できる唯一の装軌式装甲戦闘車両として重宝され、捜索（偵察）・連絡等の任務以外にも、歩兵戦闘時の支援車両として火力支援を行った。
本車は非常に小型の車両であったため、戦車としては非力な面もあったものの、簡易な支援態勢でも運用することが可能であった。専用のトレーラーでなく通常のトラックにも搭載でき、また工兵の支援や戦車橋がなくとも丸太2本を渡せば渡河ができるなど、歩兵部隊への追随には非常に好都合だった。

## 設計

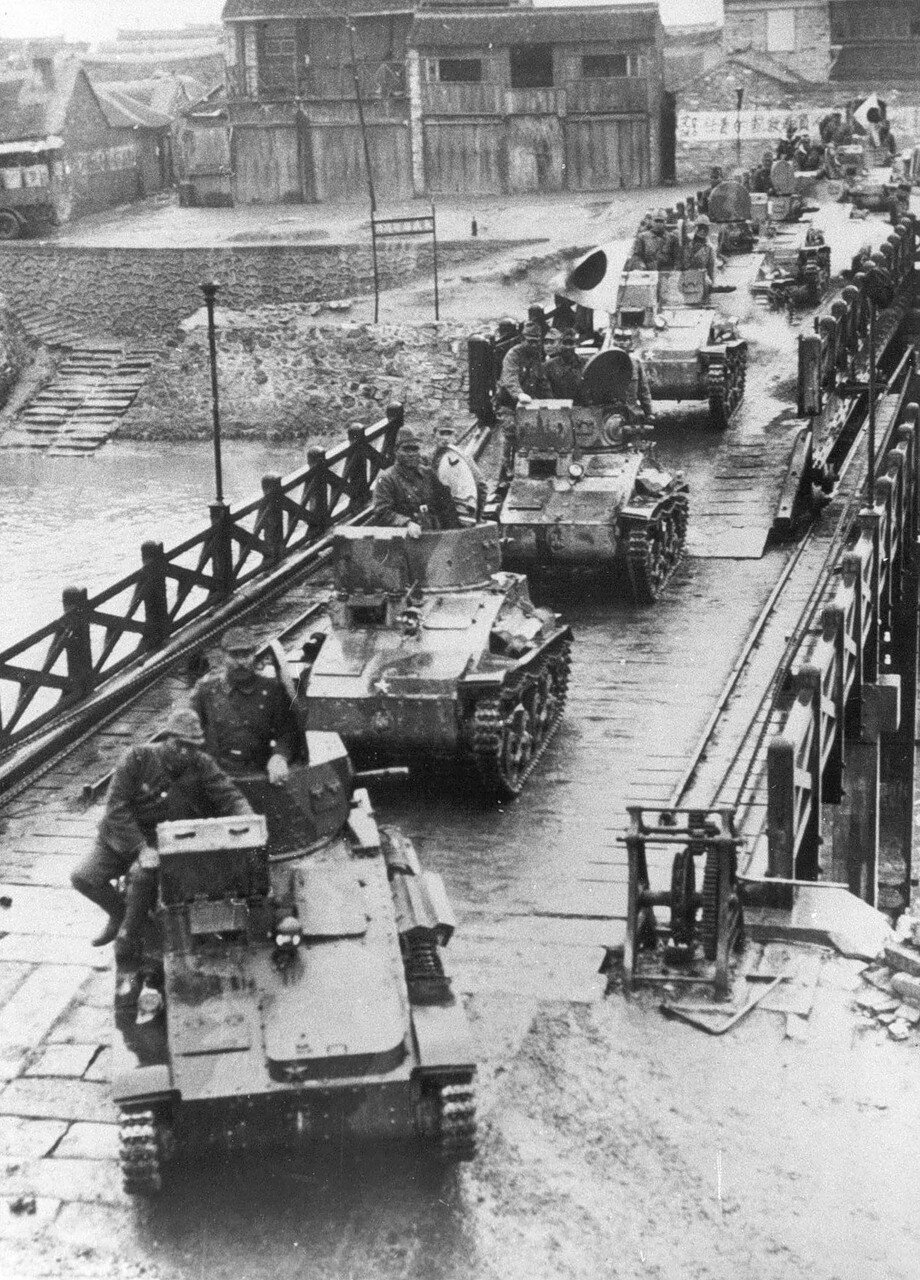
1935年頃

九四式は参考元となったMk.VIとは全く異なったデザインとなっている。一方で独立した砲塔を有し、乗員配置やエンジンと変速機のセットが縦置きとなっている点は同年代に開発されたルノーAMR33騎兵戦車やヴィッカース軽戦車シリーズの影響を受けていると推測されている。
設計上の特徴として溶接構造の採用と、サスペンションへの関連リンク方式の採用が挙げられる。後者は、原による考案で、2つの車輪を連成懸架（ボギー式）して一組にし、それを前後に二組並べて横ばね（横置きコイルスプリング）で繋げ衝撃を吸収するものである。本車での実用結果、成功と判定されて九五式軽戦車（ハ号）や九七式中戦車（チハ車）などにも採用され、国産機甲兵器の代表的なサスペンション形式となった。
旋回可能な砲塔は、車体中心線上ではなく、やや右寄りに偏って配置されている。武装は九一式車載軽機関銃1艇を砲塔に持つのみで、本来は自衛用だった。後期型では新型の九七式車載重機関銃に換装されている。車載機関銃は、砲塔の銃架から取り外して、二脚架を取り付け、車外で使用することができた。しかしながら、機銃手の肩の力による人力旋回方式とはいえ、砲塔形式を採用した事により、使い勝手が良く、これは参考にしたカーデン・ロイド豆戦車や、各国の豆戦車と比較して、本車の長所として特筆されるものである。他に、砲塔と車体の各所に拳銃射撃孔（ピストルポート）が設けられ、近接攻撃を仕掛けてくる敵兵に対応した。
装甲は滲炭鋼板が採用され、12mmの装甲厚で7.7mm弾に耐えることが出来る性能を有していた。なお、本車は名称こそ軽装甲車であるが、九二式重装甲車よりも装甲は厚い。しかし実戦においては中国軍の持つ7.92mm弾仕様のモーゼル式小銃のような強力な小銃により、命中弾の破片が車内に飛び込んだり、場合によっては破損や貫通の被害を受けてしまった。ましてや37mm対戦車砲のような対戦車兵器の前には全くの無力で、後述の南京攻略戦のように大きな損害を出すこともあった。それでも、日中戦争では中国側が対戦車兵器を有効に活用しなかったため、戦車のような活躍ができた。
本車は、変速装置と起動輪（スプロケットホイール）が車体前方にある前輪駆動方式（フロントエンジン・フロントドライブ方式）であり、空冷直列4気筒ガソリンエンジンは車体前部左側にあり、消音器（マフラー）は戦闘室左側面に1つ配置された。
乗員は2名であり、車体前部右側の操縦手席に操縦手が座り、車体後部の戦闘室と砲塔に車長兼機銃手が立つ。操縦手席上面と砲塔上面には前開き式の乗降用ハッチが設けられていた。車体後面には、戦闘時に使用する、右開き式の大型乗降用扉が設けられていた。

## 欠点

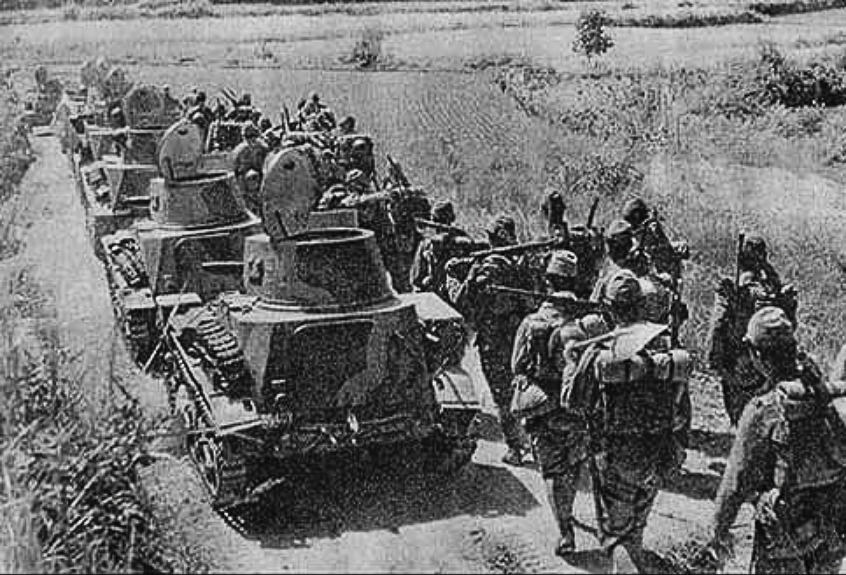
武漢作戦における九四式軽装甲車

実戦経験の結果、九四式軽装甲車の欠点として、次のようなことが指摘された。
1. 武装が軽機関銃のみで、火力が不足。
2. 装甲防御力が不足。
3. 牽引車としては、エンジン馬力が不足。
4. 隣り合ったエンジンと操縦手席の間に、仕切りがないので、エンジンの発する高熱と騒音が、操縦手の負担となった。
5. エンジン馬力の不足と接地面積の不足で、悪路の走破性に難があった。また機銃発射時に車体が安定しなかった。
6. 無線機や車内通信機器が装備されておらず、通信する際は車外に出て手記信号で伝えなければならなかった[1]。
7. 覘察孔に防弾ガラスがないただのスリットであったため、破片等で眼を負傷する恐れがあった[1]。
8. 履帯が外側ガイド方式のため、旋回時に外れやすかった[1]。
9. 乗員2人では少ない（1人が負傷したらもう1人が戦闘と操縦をしなければならない）。

一部の欠点は後期型で改善されたが、すべての欠点を解決するには至らなかったため、後継の九七式軽装甲車（テケ車）が開発された。

## 実戦

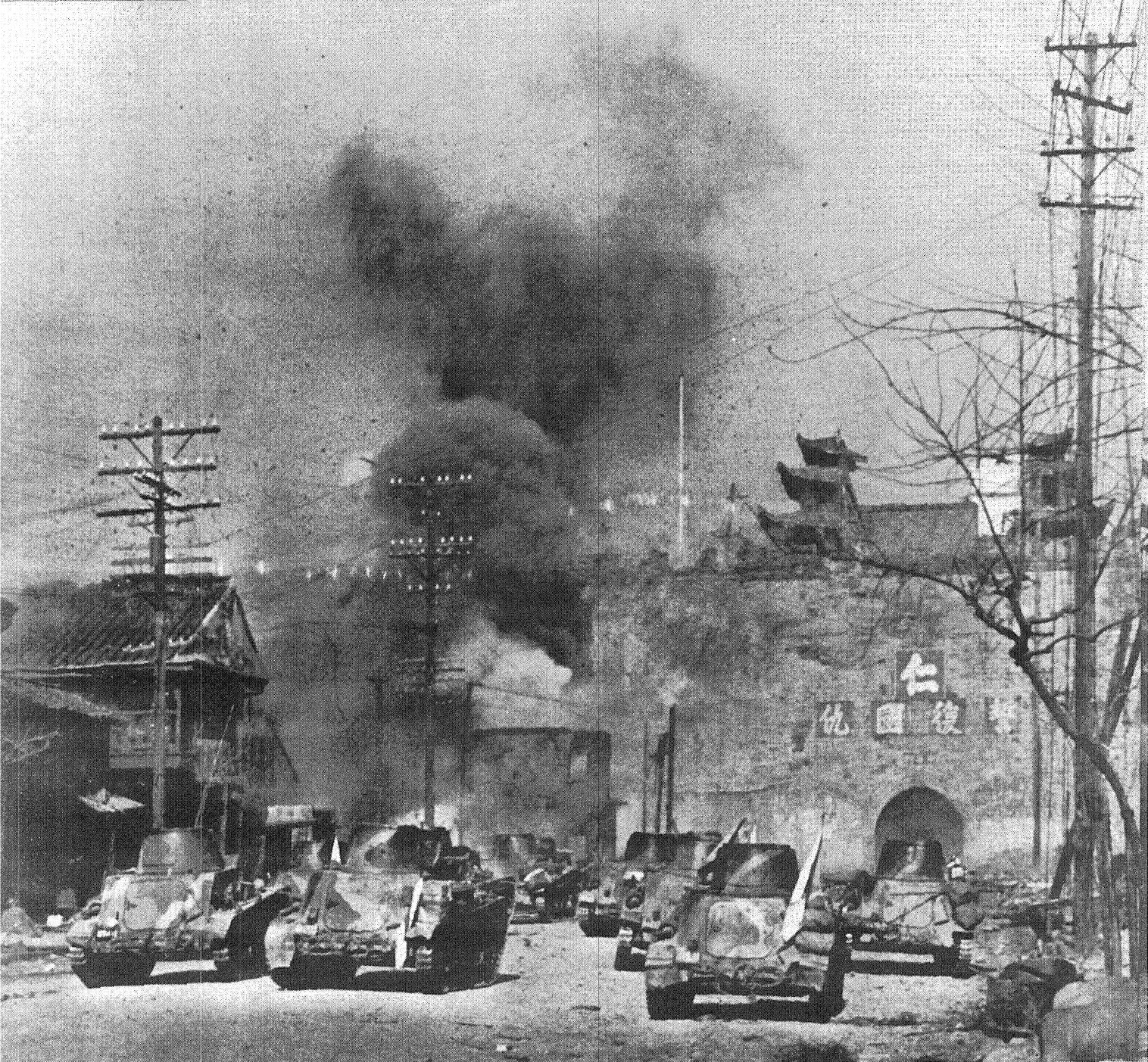
南京攻略戦で中華門を攻撃する九四式軽装甲車隊。この直後に門は爆破される

前述のように本車は主に日中戦争において活躍した。その中でも特に本車が表に立った戦闘を紹介する。
南京攻略戦 - 独立軽装甲車第2中隊（藤田実彦少佐）、第6中隊（井上中尉）
1937年（昭和12年）12月、当時の中華民国首都であった南京の攻略には2個の独立軽装甲車中隊が機甲戦力として参加した。戦闘方針は基本的に第一線の歩兵への直接協力だったが、随所で機甲部隊らしい働きを見せ、特に中華門を包囲し、城壁を制圧する軽装甲車隊の写真（右掲）は有名である。ただし、一部では豆戦車としての限界も露呈した。鉄心橋付近の戦闘では対戦車砲の待ち伏せにより、井上隊の装甲車4両が撃破（戦死7名）されている。
広東攻略戦 - 独立軽装甲車第11中隊（上田少佐）、第51中隊（小坂大尉）
1938年（昭和13年）10月に行われた戦略上の重要都市である広東攻略戦は、海軍航空部隊も参加するなど重要作戦であった。上記2ヶ中隊（実際は第52中隊も上陸したが、虎門要塞攻略支援に当たっている）は航空支援もあって両隊が競い合うように進撃し、途中で対戦車砲による攻撃を受けたほか中国軍の機械化部隊と戦闘を行ったが、順調のうち（作戦中両隊の合計損害は軽傷8名のみ）に広東に到着した。あまりの進出の早さにオートバイに乗った中国軍将校が自軍の機械化部隊と間違えたエピソードが残っている。
九四式軽装甲車の生産は1940年（昭和15年）をもって終了したが、不要になったわけではなく、九七式軽装甲車が配備されるまでの繋ぎ、あるいは後方の治安部隊の警備車輌などとして使われ続けた。機甲戦力の不足していた日本軍では貴重な車輌であり、海軍陸戦隊にも供与されている。太平洋戦争（大東亜戦争）後期のレイテ島の戦いでは、アメリカ軍の上陸用舟艇に対し、偶然浜辺を走っていた2輌の本車が銃撃を加えた記録が残っている。大戦最末期の1945年（昭和20年）においても、沖縄戦に参加した写真があり、本土決戦用の戦力としても依然存在していた。
国外では中華民国南京政府の中央軍官学校にも供与されていた。

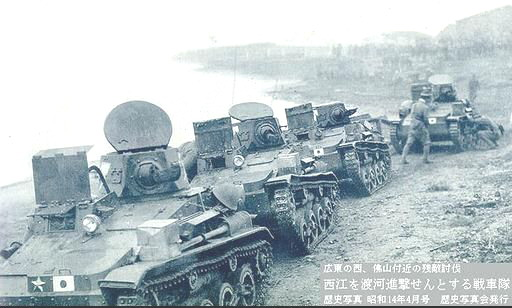
仏山付近で追撃戦を行う九四式軽装甲車
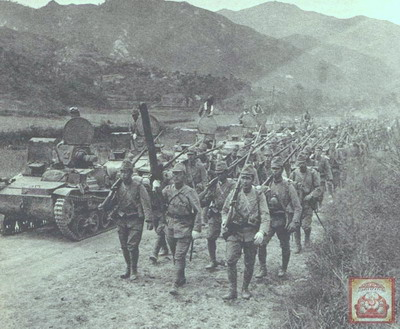
武漢作戦における九四式軽装甲車と、軍旗を先頭に進軍する歩兵連隊
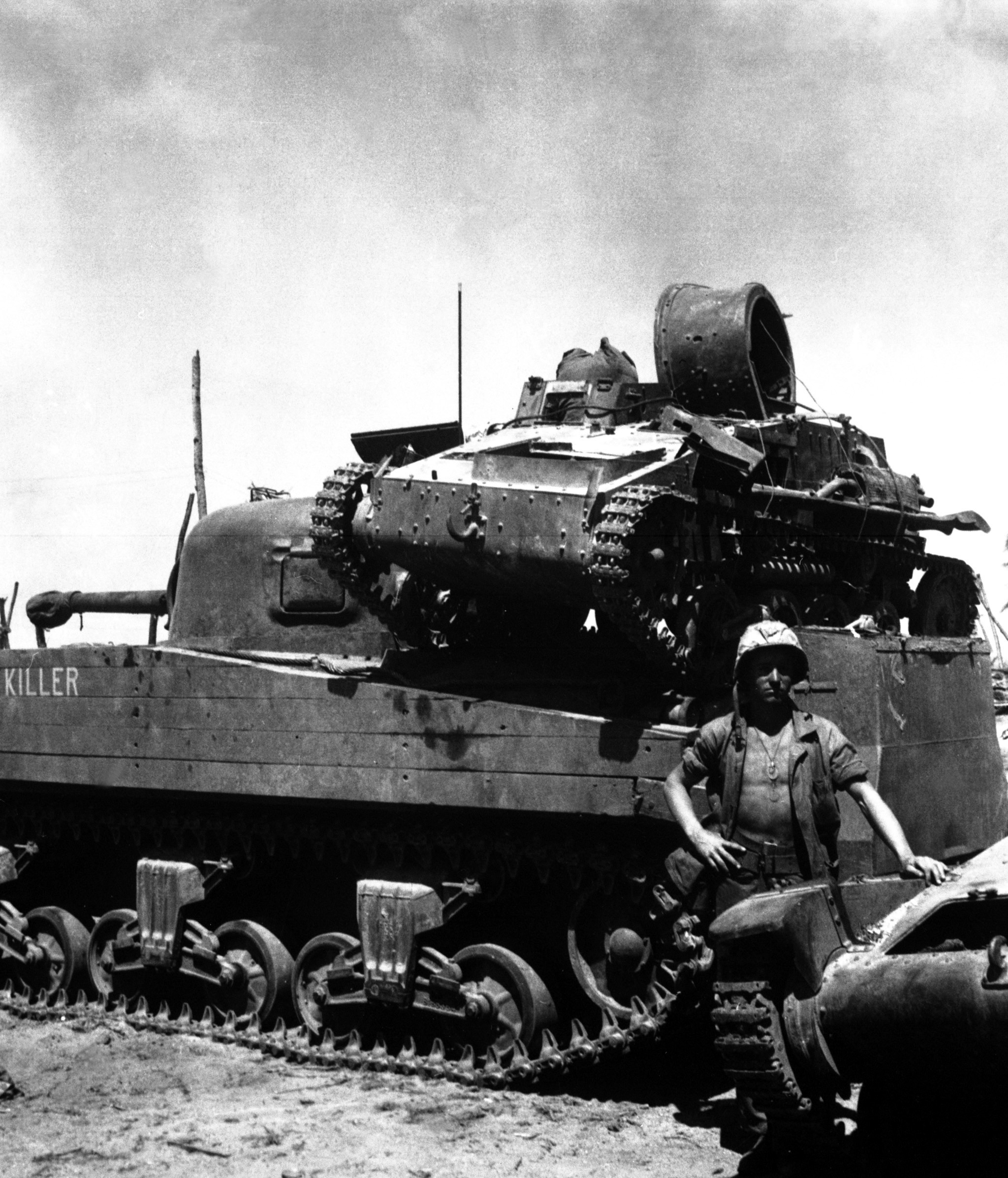
クェゼリンの戦いで撃破され、M4中戦車の背中に乗せられた九四式軽装甲車（後期型）
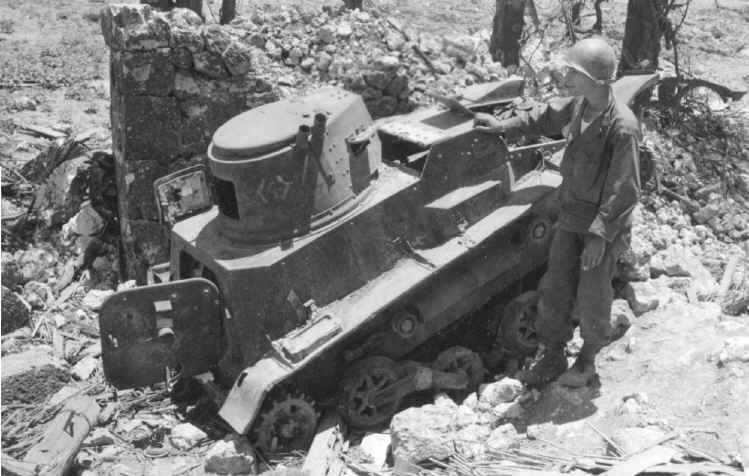
沖縄戦で遺棄された九四式軽装甲車 (前期型)。砲塔後部に発煙弾発射機が増設されている。

## バリエーション

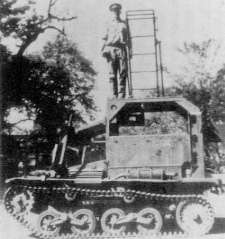
九七式植柱車
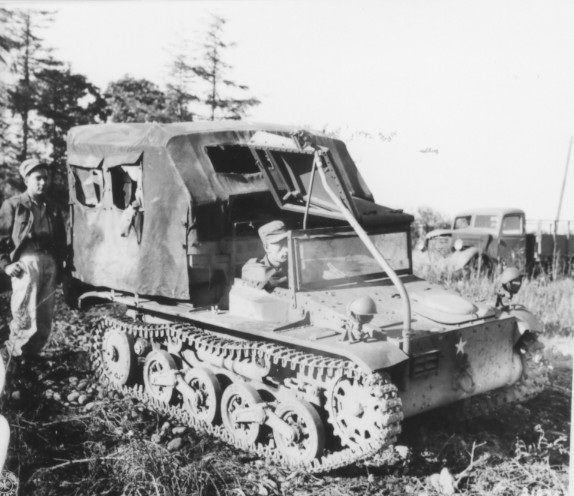
九七式延線車

本社の生産は1935年（昭和9年）の制式採用した直後に始まり、同年に300輌、翌1936年（昭和11年）に246輌、1937年（昭和12年）に200輌と以後は絞られ、1940年（昭和15年）の2輌の計843輌で終了した。

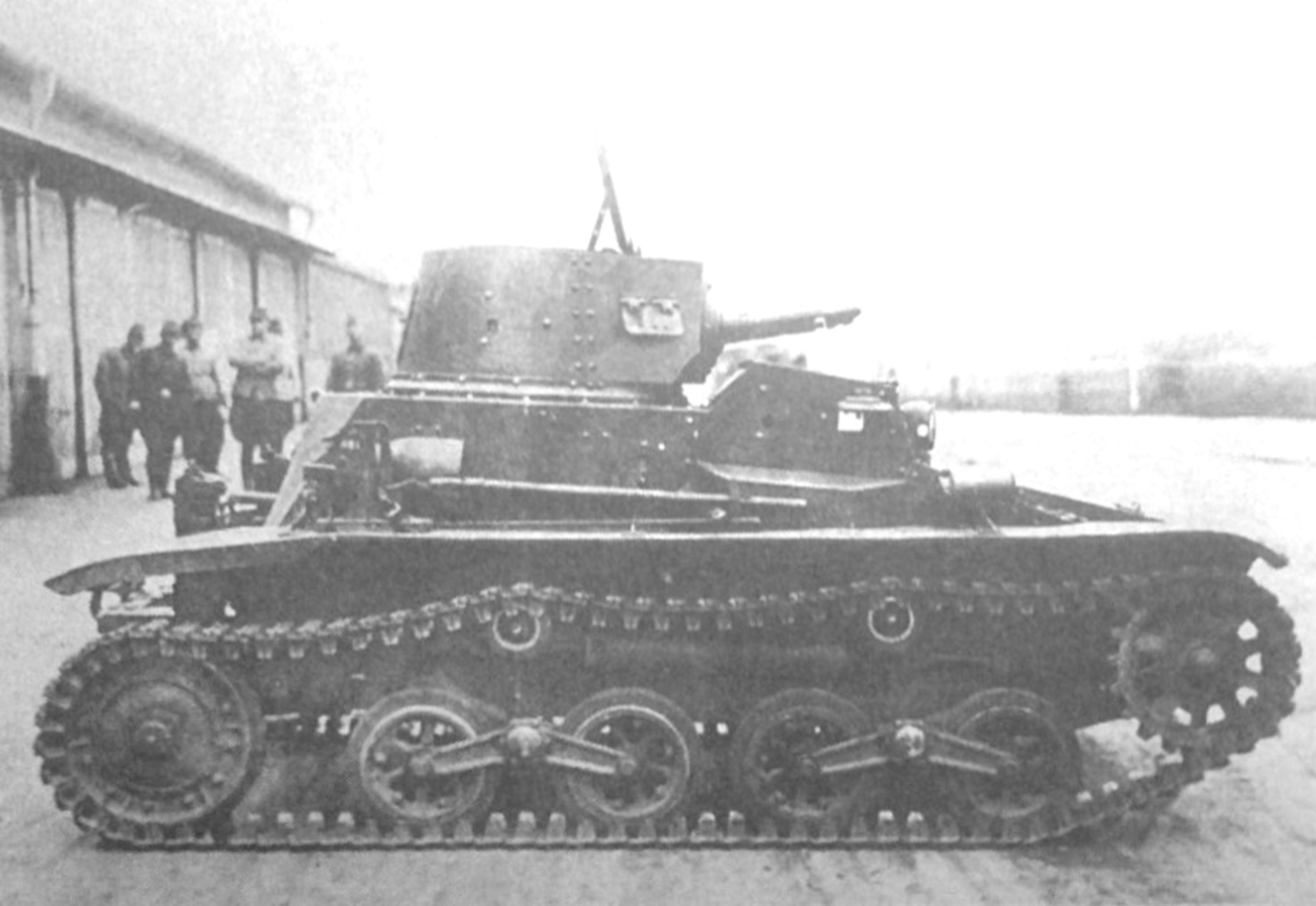
九四式軽装甲車 後期型

広く普及した本車には、多様なバリエーションが存在する。一部は通常型の生産終了後も生産された。
九四式軽装甲車後期型
乙型とも呼ばれている。 後部誘導輪を大型化し、それに併せてサスペンションを車体後部に追加、履帯の接地面が大きくなったことで安定性が向上した。またフェンダー後部の延長や牽引フックの強化などといった改修が行われた。前期型が東京瓦斯電気工業製でエンジンがドイツのフェノーメン系であるのに対し、後期型は全て三菱重工業製でエンジンはアメリカのフランクリン系であった。1936年（昭和11年）から生産。
九四式甲号撒車（フサ車）・九四式甲号消車（フセ車）
ソ連軍の毒ガス研究を受けて陸軍が毒ガス戦用に開発したもの。前者はマスタードガス(きい1号)を撒き、後者は消毒剤（さらし粉）を撒く専用のトレーラーを牽引する。
九七式植柱車・九七式延線車
通信部隊用の作業車。前者は電信柱を立て、後者は電線を引く。植柱速度は6km/h（凍土で4km/h）。
九七式観測挺進車
九四式軽装甲車を基に開発された砲兵用の観測器材。
気球繋留車
砲兵部隊用の観測気球を繋留する。
武装強化型
試作車。後期型車体に新設計された大型の九四式三十七粍戦車砲砲塔を搭載。砲塔上面のハッチは、車長兼砲手兼装填手の頭頂部が収まる様、やや膨らんでいる。エンジンの熱による操縦手の負担を減らすため、車体左側面の吸気口が三角断面の大型の物に変更され、それに伴い、左右フェンダーが前後に分割された。
ディーゼルエンジン搭載型
試作車。空冷ガソリンエンジンから空冷ディーゼルエンジンに換装。その際、車体後部砲塔内左側の車長と車体前部右側の操縦手との間の意思疎通の問題を改善するために、エンジンと操縦手席の位置を入れ替え、エンジンが車体前部右側、操縦手席が車体前部左側に変更された。操縦席の車体前部左側への移設は、九七式軽装甲車にも受け継がれた。
トーションバーサスペンション搭載型
試作車。後期型の車体にトーションバー式サスペンションを組み込んでおり、消音機や排気管の取り付け位置も異なっている。1942年(昭和17年)頃に走行試験が行われている。
マルゴ車
空襲下での皇族避難用。これは本車が牽引車として開発された経緯上、車体後面に大型乗降用扉があり、乗降が容易であると共に、小さくて目立たないからであった。内装は特注のものが使用された。近衛騎兵連隊内に編成された戦車中隊に装備された。
- 九七式植柱車
- 九七式延線車

## 現存車両

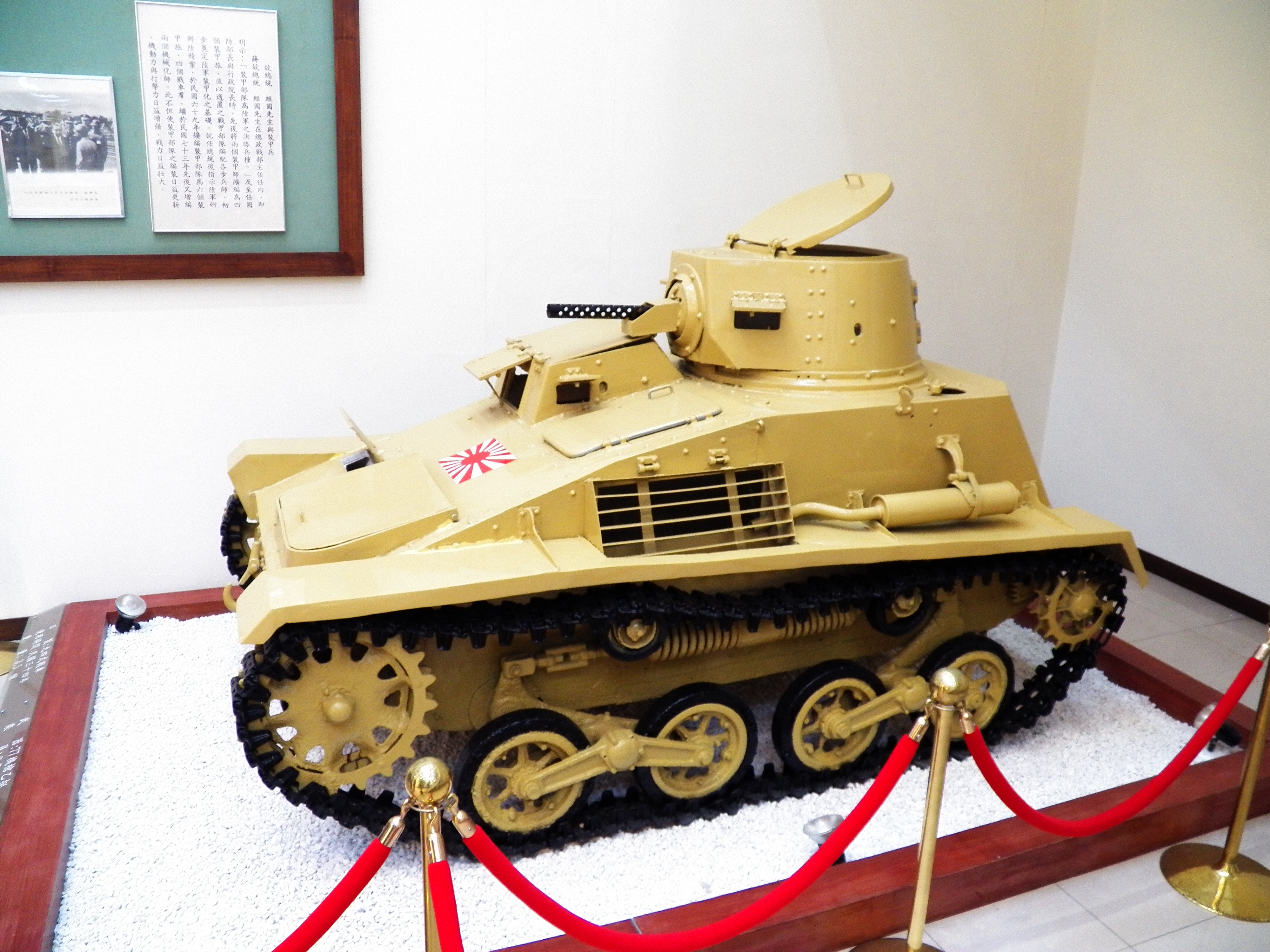
台湾の陸軍装甲兵学校校史館に展示されている九四式軽装甲車(前期型)

北京坦克博物館とクビンカ戦車博物館、台湾の陸軍装甲兵学校校史館に前期型が、オーストラリア戦争記念館とイギリスに後期型がそれぞれ1両ずつ展示されている。
実車ではないが、検討用モデルとして製作されたと思われる金属製模型が、陸上自衛隊練馬駐屯地広報史料館に展示されている。

## 登場作品

### 映画
『将軍と参謀と兵』
日中戦争を描いた1942年公開の日本の戦争映画。
『金陵十三釵』
南京事件を題材とした映画で冒頭の日本軍と中国軍の戦闘シーンで九四式軽装甲車が3両登場している。
作中では強敵として描かれ3両の九四式軽装甲車を破壊するために中国軍の部隊が壊滅している。

### 漫画
『ガールズ&パンツァー リボンの武者』
砲塔両側面に九七式自動砲を計2門架装した究極の魔改造車「九四式軽装甲車スーパー改」、九七式自動砲を無人砲塔として架装した「九四式軽装甲車無人砲塔仕様」という架空車輌が登場している。